# Musca amicula
Musca amicula este o specie de muște din genul Musca, familia Dolichopodidae. A fost descrisă pentru prima dată de Harris în anul 1780. Conform Catalogue of Life specia Musca amicula nu are subspecii cunoscute.